# Trisagion
Trisagion (gr. triságios, 'trzykroć święty') – hymn pochwalny na cześć Trójcy Świętej. Por. Sanctus.

## Tekst hymnu

### Język grecki
Άγιος ο Θεός, άγιος ισχυρός, άγιος αθάνατος ελέησον ημάς.

Δόξα Πατρί και Υιώ και αγίω Πνεύματι. Και νυν και αεί και εις τους αιώνας των αιώνων. Αμήν.

Άγιος αθάνατος ελέησον ημάς.
Transkrypcja:
Agios o Theos, agios ischyros, agios athanatos, eleison imas. (trzykrotnie)

Doxa Patri kai Huio kai agio Pneumati. Kai nun kai aei kai eis tous aionas ton aionon. Amen.

Agios athanatos, eleison imas.

### Język łaciński
Sanctus Deus, Sanctus fortis, Sanctus immortalis, miserere nobis.

Gloria Patri et Filio et Spiritui Sancto, sicut erat in principio et nunc et semper et in saecula saeculorum Amen.

Sanctus immortalis, miserere nobis.

### Język cerkiewnosłowiański
Свѧтый Боже, Свѧтый Крѣпкїй, Свѧтый Бесмертный, помилꙋй насъ. Слава Отцꙋ и Сынꙋ и Свѧтомꙋ Дꙋхꙋ, И нынѣ и приснω и во вѣки вѣкωвъ. Аминь. Свѧтый Бесмертный, помилꙋй насъ.
Transkrypcja: Svjatyj Boże, Svjatyj Kriepkij, Svjatyj Bezsmiertnyj, pomiłuj nas. Sława Otcu i Synu i Svjatomu Duchu, i nynje i prisno i wo wieki wjekow. Amiń. Svjatyj Bezsmiertnyj, pomiłuj nas.

### Język polski
Święty Boże, Święty mocny, Święty nieśmiertelny, zmiłuj się nad nami! (trzykrotnie)

Chwała Ojcu i Synowi i Świętemu Duchowi, jak była na początku, i teraz i zawsze, i na wieki wieków. Amen.

Święty nieśmiertelny, zmiłuj się nad nami!

## Trisagion w Liturgii Kościoła Wschodniego (bizantyńskiego)
W obrządkach bizantyjskich hymn Trisagion poprzedza czytania z Pisma Świętego. Przed nim odbywa się małe wejście, czyli procesjonalne okazanie księgi ewangeliarza wiernym poprzez wyjście kapłana przed ikonostas a następnie wejście do sanktuarium i złożenie ewangeliarza na ołtarzu w prezbiterium za ikonostasem. Po wejściu kapłana przez królewskie wrota za ikonostas, następuje śpiewanie troparionów z dnia a następnie hymn Trisagion.
Z trisagionem wiąże się pojęcie „świętego czasu”. Wśród różnych „czasów” jest też liturgiczny czas trisagionu i dlatego diakon zwraca się do kapłana z prośbą „Pobłogosław, władyko, czas hymnu trójświętego”.

## Trisagion w liturgii Kościoła zachodniego
W liturgii Kościoła rzymskiego Trisagion występuje podczas nabożeństwa Wielkiego Piątku, czyli uroczystej liturgii popołudniowej ku czci Męki Pańskiej, jako część Improperii (łac. lamentacje) towarzyszących adoracji krzyża.
Hymn Trisagion jest śpiewany na przemian przez dwa chóry w grecku i po łacinie, tuż po odśpiewaniu lamentacji Popule meus, quid feci tibi? (Ludu, mój ludu), w następujący sposób:
Chór I: Agios o Theos (Święty Boże)

Chór II: Sanctus Deus

Chór I: Agios ischyros (Święty Mocny)

Chór II: Sanctus fortis

Chór I: Agios athanatos, eleison imas (Święty a Nieśmiertelny, zmiłuj się nad nami)

Chór II: Sanctus immortalis, miserere nobis.
Hymn jest śpiewany dwanaście razy, przeplatany kolejnymi wersetami „lamentacji”. W rycie gallikańskim czytanie Ewangelii poprzedzone procesją: diakoni niosą Ewangeliarz i siedem zapalonych świec. Podczas procesji śpiewa się 2 razy cały Trisagion.
Hymn Trisagium Angelicum odmawia się przez trzy dni, począwszy od piątku poprzedzającego uroczystość Trójcy Przenajświętszej.

## W tradycji polskiej
W polskiej tradycji kościelnej hymn Święty Boże jest pierwszą częścią suplikacji, śpiewanej m.in. w trakcie uroczystości pogrzebowych, mszy za dusze zmarłych, w ramach Gorzkich Żalów, procesji na Boże Ciało, a także w intencji ochrony przed klęskami żywiołowymi.
Pierwszą strofę suplikacji stanowi inwokacja:
Święty Boże,

święty, mocny,

święty a nieśmiertelny,

zmiłuj się nad nami!
Po nim następuje właściwa suplikacja:
Od powietrza, głodu, ognia i wojny

Wybaw nas Panie!

Od nagłej i niespodziewanej śmierci

Zachowaj nas Panie!

My grzeszni Ciebie Boga prosimy

Wysłuchaj nas Panie!

## Inspiracja artystów
Pieśń ta stała się tematem wielu kompozycji, m.in.:
- Ignacy Feliks Dobrzyński, kantata Święty Boże op. 61 na 4 głosy solowe, chór i orkiestrę;
- Mieczysław Surzyński, Improwizacje na temat Święty Boże op. 38 na organy;
- Jan Maklakiewicz, symfonia Święty Boże na baryton, chór, orkiestrę i organy;
- Karol Szymanowski, pierwszy z Trzech fragmentów z poematów Jana Kasprowicza op. 5;
- Michał Skarżyński zaaranżował tę pieśń, którą odśpiewał Andrzej Dziubek; stała się ona utworem przewodnim w filmie dokumentalnym Mgła.